# Christine Gregoire
Christine O'Grady Gregoire (Adrian, 23 marzo 1947) è una politica e avvocato statunitense.
È stata la 22ª Governatrice dello stato di Washington appartenente al Partito Democratico.